# Y-cruncher

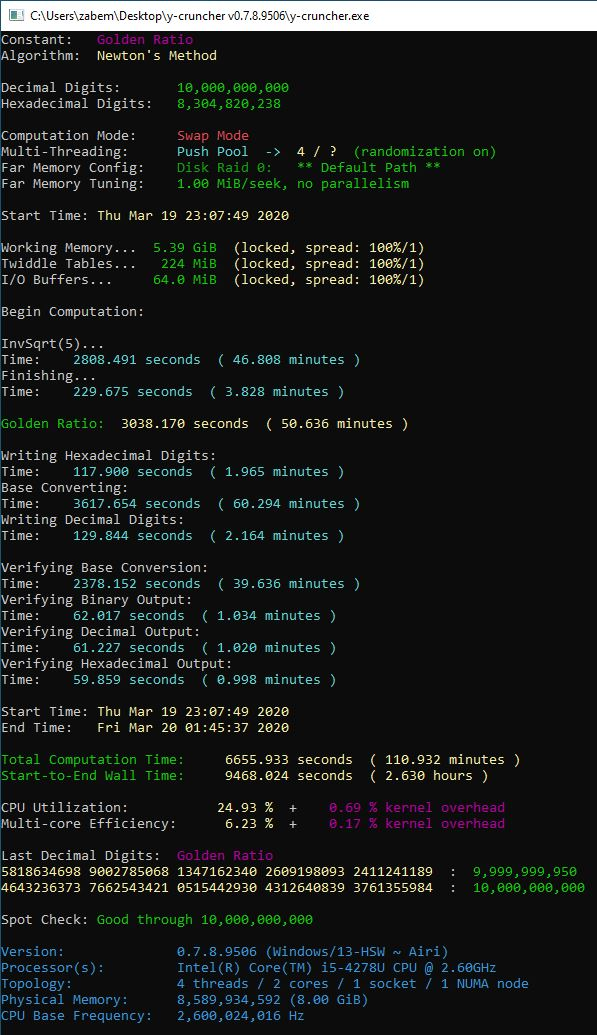
Screenshot von y-cruncher nach einer Berechnung des Goldenen Schnitts

y-cruncher ist ein Computerprogramm zur Berechnung einiger mathematischer Konstanten mit theoretisch beliebiger Genauigkeit (begrenzt lediglich durch die Verfügbarkeit von Zeit und Speicherplatz). Ursprünglich wurde es zur Berechnung der Euler-Mascheroni-Konstante {\displaystyle \gamma } entwickelt; davon leitet sich das y im Namen ab.
y-cruncher wurde seit 2010 für alle Rekordberechnungen der Kreiszahl {\displaystyle \pi } eingesetzt.
Die Software ist von der Website der Entwickler für Microsoft Windows und Linux herunterladbar. Sie hat keine grafische Oberfläche, sondern arbeitet auf der Kommandozeile. Berechnungsoptionen werden per Textmenü ausgewählt oder eingegeben, die Ergebnisse werden als Datei abgespeichert.

## Entwicklung
Alexander J. Yee begann in der Highschool mit der Entwicklung einer Java-Bibliothek für Langzahlarithmetik namens „BigNumber“. Mit dieser konnte er zusammen mit seinem Mitbewohner Raymond Chan am 8. Dezember 2006 den Weltrekord für die meisten berechneten Nachkommastellen für die Euler-Mascheroni-Konstante aufstellen mit 116.580.041 Nachkommastellen. Im Januar 2009 brachen sie ihren eigenen Rekord und berechneten 14.922.244.782 Nachkommastellen. Zu diesem Zeitpunkt wurde das Programm in „y-cruncher“ umbenannt und zu C bzw. C++ portiert.
Im Anschluss bestimmte der Japaner Shigeru Kondo am 2. August 2010 mit Hilfe von y-cruncher {\displaystyle \pi } auf 5.000.000.000.000 Nachkommastellen genau. Die Berechnung wurde von Yee verifiziert.
Im nächsten Jahr berechneten Yee und Kondo 10.000.000.000.050 Nachkommastellen und brachen erneut den damals gültigen Weltrekord für Nachkommastellen von {\displaystyle \pi }. Daraufhin beschloss Yee, das Programm komplett zu überarbeiten und von Grund auf neu zu schreiben. So sollte ermöglicht werden, {\displaystyle \pi } mit einer Genauigkeit von mehreren Billionen Nachkommastellen bestimmen zu können, und die Berechnungen effizienter durchzuführen.

## Eigenschaften

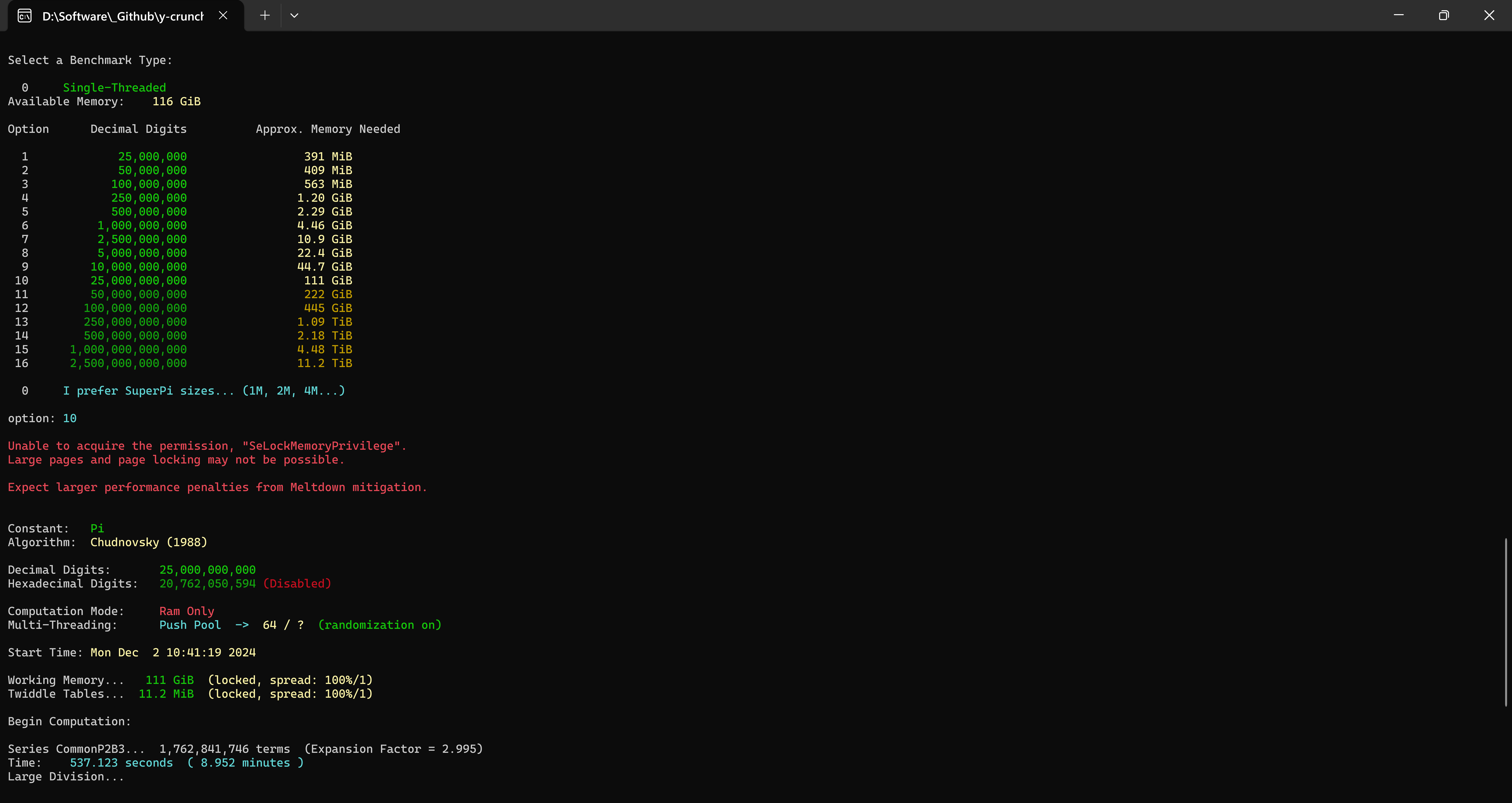
Pi kann mit beliebig vielen Ziffern berechnet werden – für größere Berechnungen wird teils sehr viel RAM nötig. In diesem Fall wurden 25 Mrd. Stellen von Pi in 10,4 Minuten berechnet

y-cruncher zeichnet sich unter anderem durch folgende Berechnungseigenschaften aus:
- Multithreading
- Vektor-Befehlssätze (siehe SIMD)
- Swapping
- Verwendung mehrerer Festplatten (im RAID)
- automatische Erkennung und Behebung kleinerer Rechenfehler
- prozessorspezifische Optimierung

## Berechnungen
Seit 2009 werden die meisten Berechnungen mathematischer Konstanten auf Weltrekordniveau mit y-cruncher durchgeführt. Die fachliche Herausforderung besteht dabei nicht (mehr) in der Berechnung an sich, sondern an der Bereitstellung einer Umgebung, die eine entsprechend zügige Durchführung ermöglicht.
| mathematische Konstante        | beginnt    | Anzahl der Nachkommastellen | Datum          | durchgeführt von           |
| ------------------------------ | ---------- | --------------------------- | -------------- | -------------------------- |
| Kreiszahl                      | 3,14159... | 300.000.000.000.000         | 2. Apr. 2025   | Linus Media Group & KIOXIA |
| Quadratwurzel aus 2            | 1,41421... | 24.000.000.000.000          | 1. Apr. 2025   | Teck Por Lim               |
| Quadratwurzel aus 3            | 1,73205... | 3.141.592.653.589           | 012. Mai 2024  | Dongyue Zhou               |
| Quadratwurzel aus 5            | 2,23606... | 2.250.000.000.000           | 07. Okt 2021   | John Kominek               |
| Goldener Schnitt               | 1,61803... | 20.000.000.000.000          | 27. Nov. 2023  | Jordan Ranous              |
| Eulersche Zahl                 | 2,71828... | 35.000.000.000.000          | 26. Dez. 2023  | Jordan Ranous              |
| Euler-Mascheroni-Konstante     | 0,57721... | 1.337.000.000.000           | 7. Sep. 2023   | Andrew Sun                 |
| Apéry-Konstante                | 1,20205... | 1.200.000.000.100           | 26. Juli 2020  | Seungmin Kim               |
| Lemniskatische Konstante       | 2,62205... | 1.200.000.000.100           | 15. Juli 2022  | Seungmin Kim               |
| Catalansche Konstante          | 0,91596... | 1.200.000.000.100           | 021. März 2022 | Jordan Ranous              |
| Natürlicher Logarithmus von 2  | 0,69314... | 3.000.000.000.100           | 13. Feb. 2024  | Jordan Ranous              |
| Natürlicher Logarithmus von 10 | 2,30258... | 1.200.000.000.100           | 06. Sep. 2020  | Seungmin Kim               |

## Zweck
Mit dem Tool können mehrere Zwecke verfolgt werden. Zum einen können mit dem Tool die Leistungsfähigkeiten von CPUs und RAM ermittelt und mit anderen Modellen verglichen werden. Zum anderen können auch diese Hardwarekomponenten in einem Stresstest auf Stabilität und Fehleranfälligkeit getestet werden. Ein alternatives Programm hierfür wäre Prime95. Ein Vorteil des Programms liegt darin begründet, dass (Teil-)Berechnungen aufgrund der oft unendlichen Nachkommastellen mit einem alten Pentium-PC, einer aktuellen Workstation und theoretisch auch Supercomputern durchgeführt werden können, ohne dass eine gemessene Leistung aus einer Messskala fiele (oder komplexere Benchmarks durch neue Hardware und Schnittstellen inkompatibel werden). Das Knacken neuer Rechenrekorde stellt auch eine zeitgenössische Machbarkeitsstudie dar und kann bei regelmäßiger Durchführung und ähnlichen Parametern ein Indikator des Leistungszuwachses von Computern über die Zeit sein. 